# Rumble (Website)
Rumble ist ein kanadisches Videoportal mit Hauptsitz in Toronto. Es wurde 2013 von Chris Pavlovski, einem IT-Unternehmer aus Kanada, gegründet. Ab 2020 stiegen die Nutzerzahlen des Portals stark an und überschritten die Marke von 30 Millionen Nutzern. Mitte 2021 wurde der Wert der Plattform auf 500 Millionen US-Dollar geschätzt. Ab 2022 verzeichnet Rumble laut dem Analyseunternehmen Similarweb monatlich 150 Millionen Besucher.

## Geschichte
Rumble ging 2013 online und in den ersten Jahren bestand der Inhalt von Rumble hauptsächlich aus viralen Videos und Nachrichten sowie aus Videos von Kindern und Tieren. Im August 2020 beschuldigte der US-Abgeordnete Devin Nunes (Republikanische Partei) YouTube jedoch, seinen Kanal übermäßig zu zensieren, und begann Videos auf Rumble zu veröffentlichen. Andere prominente US-amerikanische Konservative folgten und die Nutzerzahlen von Rumble stiegen rasant an. Die monatliche Nutzerzahl von Rumble ist seit Juli 2020 stark gestiegen, von 1,6 Millionen monatlichen Nutzern auf 31,9 Millionen zum Ende des ersten Quartals 2021. Der US-Präsident Donald Trump trat Rumble offiziell am 26. Juni 2021 bei.
Am 11. Januar 2021 reichte Rumble eine Kartellklage gegen Google wegen seiner Suchergebnisse ein und forderte Schadensersatz in Höhe von mehr als 2 Milliarden Dollar. Rumble behauptete, dass Google seinen Algorithmus so manipuliert, dass Googles YouTube in den Google-Suchergebnissen gegenüber Rumble bevorzugt wird. Rumble behauptet, dass dies seine Zuschauerzahlen verringert und zu geringeren Werbeeinnahmen führt.
Am 14. Dezember 2021 gab die Trump Media & Technology Group (TMTG) in einer Erklärung bekannt, dass sie eine „weitreichende Technologie- und Cloud-Service-Vereinbarung“ mit Rumble abgeschlossen hat, in der es auch heißt, dass Rumble sowohl Teil von Truth Social als auch von TMTG betreiben wird. So soll Rumble für Videos und Streaming auf der Plattform verantwortlich sein. Im August 2022 kündigte Rumble Pläne an, eine Online-Werbeplattform mit dem Namen Rumble Ads bereitzustellen, mit Truth Social als erstem Herausgeber.
Die Betreibergesellschaft Rumble Inc. wurde im September 2022 nach der Fusion mit einem SPAC zu einem börsennotierten Unternehmen, das unter dem Kürzel RUM an der NASDAQ gehandelt wird.

## Investoren
Rumble hat Investitionen von den Risikokapitalgebern Peter Thiel und J. D. Vance erhalten.

## Inhalte
Die Plattform verbietet Pornografie, Belästigung, Rassismus, Antisemitismus, Urheberrechtsverletzungen und illegale Inhalte. Die Content-Moderation gilt allerdings als weniger strikt als auf anderen Plattformen. Der Plattform wurde deshalb die Verbreitung von Fehlinformationen vorgeworfen. Der Gründer von Rumble warf im Gegenzug etablierten sozialen Medien wie Facebook und YouTube vor, Inhalte zu stark zu zensieren. Er gab zudem an, dass die Website nicht politisch sei, obwohl sie vorwiegend von Konservativen genutzt werde.
Rumble erlaubt es auch Nutzern, ihre Inhalte zu monetarisieren. Die Nutzer laden Videos hoch, die an Rumble-Partner wie Yahoo! und Microsoft News lizenziert werden, woraufhin die Einnahmen aus diesen Videos direkt auf das Rumble-Konto des Nutzers überwiesen werden.